# Wayne (Ohio)
Wayne és una població dels Estats Units a l'estat d'Ohio. Segons el cens del 2000 tenia 842 habitants.

## Demografia
Segons el cens del 2000, Wayne tenia 842 habitants, 313 habitatges, i 230 famílies. La densitat de població era de 1.015,9 habitants per km².
Dels 313 habitatges en un 38,7% hi vivien nens de menys de 18 anys, en un 57,8% hi vivien parelles casades, en un 10,5% dones solteres, i en un 26,5% no eren unitats familiars. En el 20,1% dels habitatges hi vivien persones soles el 9,3% de les quals corresponia a persones de 65 anys o més que vivien soles. El nombre mitjà de persones vivint en cada habitatge era de 2,69 i el nombre mitjà de persones que vivien en cada família era de 3,07.
Per edats la població es repartia de la següent manera: un 28,3% tenia menys de 18 anys, un 7,8% entre 18 i 24, un 32,9% entre 25 i 44, un 20,1% de 45 a 60 i un 10,9% 65 anys o més.
L'edat mediana era de 34 anys. Per cada 100 dones de 18 o més anys hi havia 94,2 homes.
La renda mediana per habitatge era de 46.071 $ i la renda mediana per família de 52.750 $. Els homes tenien una renda mediana de 34.135 $ mentre que les dones 22.386 $. La renda per capita de la població era de 17.028 $. Aproximadament el 7% de les famílies i el 7,6% de la població estaven per davall del llindar de pobresa.

## Poblacions més properes
El següent diagrama mostra les poblacions més properes.